# 臼井由妃
臼井 由妃（うすい ゆき、1958年1月8日 - ）は、日本の実業家である。東京都足立区出身。株式会社健康プラザコーワ代表。有限会社ドクターユキオフィス代表。
自身のブログで、博士号3つ取得と主張しているが、認定校であるかは不明である。

## 略歴

### 生い立ち
1958年（昭和33年）1月8日に東京都足立区に生まれる。1978年（昭和53年）、東京家政学院短期大学食物栄養学科を卒業。栄養士資格を取得した。

### 現在
現在は株式会社健康プラザコーワ、有限会社ドクターユキオフィスの2社で代表を務める。

## 著書
1998年
- 『Dr.ユキの誰も知らなかった「気を付け健康法」』（リヨン社、ISBN 4-576-98097-1）

2001年
- 『発明で億万長者になる方式パワーリングで男を立ててビル建てる』（文芸社、ISBN 4-8355-1931-0）

2003年
- 『Dr.ユキ「男と女」のlove講座』（ロングセラーズ、ISBN 4-8454-0725-6）
- 『Dr.ユキの薬学合格法―資格で億万長者になる』（住宅新報社、ISBN 4-7892-2369-8）
- 『カミツレ手作り美容液』（里見英子 監修、マキノ出版、ISBN 4-8376-1181-8）
- 『血流がよくなって痛み、コリ、体のつらさがなくなる』（ロングセラーズ、ISBN 4-8454-0736-1）

2004年
- 『自律神経を整えるからやせる、便秘が治る、不快症状がとれる』（ロングセラーズ、ISBN 4-8454-0742-6）
- 『「金持ち」発想ですべてはうまくいく!』（日本文芸社、ISBN 4-537-25202-2）
- 『自律神経を整えるから快眠できる、やせる、きれいになる』（ロングセラーズ、ISBN 4-8454-0749-3）
- 『金なしコネなし経験なし社長の超・経営術』（すばる舎、ISBN 4-88399-406-6）

2005年
- 『忙しい人の勉強術』（すばる舎、ISBN 4-88399-430-9）
- 『銀座の女社長が教えるハッタリ!営業術』（徳間書店、ISBN 4-19-862067-9）
- 『女を磨く成功法則』（きこ書房、ISBN 4-87771-154-6）

2006年
- 『即稼ぎにつながる最短!最速勉強法』（秀和システム、ISBN 4-7980-1284-X）
- 『通販の女王が初めて明かす10倍儲かる通販ビジネス』（日本実業出版社、ISBN 4-534-04135-7）
- 『一週間は金曜日から始めなさい』（かんき出版、ISBN 978-4-7612-6393-5）

2007年
- 『できる社長は机が小さい』（ベストセラーズ、ISBN 978-4-584-12138-2）
- 『今すぐできることから始めよう』（ディスカヴァー・トゥエンティワン、ISBN 978-4-88759-545-3）
- 『わずか9文字でその気にさせる心理テク』（インデックス・コミュニケーションズ、ISBN 978-4-7573-0444-4）
- 『1分で人を動かす心理作戦!』（すばる舎、ISBN 978-4-88399-632-2）
- 『あなたの夢を叶える5つの幸せチケット』（ゴマブックス、ISBN 978-4-7771-0656-1）
- 『寝る前の3分でチャンスをつかむ自問力』（ビジネス社、ISBN 978-4-8284-1379-2）
- 『あなたの年収を3倍にする料理のパワー』（総合法令出版、ISBN 978-4-86280-033-6）

2008年
- 『ほめ言葉の魔法力』（PHP研究所、ISBN 978-4-569-66959-5）
- 『失敗続きの人ほどうまくいく「人生逆転」の法則』（ソフトバンククリエイティブ、ISBN 978-4-7973-4428-8）
- 『1日1枚の企画で仕事が変わる』（かんき出版、ISBN 978-4-7612-6486-4）
- 『幸せになる自分の磨き方』（祥伝社、ISBN 978-4-396-31451-4）
- 『お金持ちになる男なれない男の習慣』（学習研究社、ISBN 978-4-05-403725-0）
- 『お金持ちになる資格の取り方・活かし方』（学習研究社、ISBN 978-4-05-902078-3）
- 『出会った人すべてを味方に変える技術』（日本実業出版社、ISBN 978-4-534-04388-7）
- 『仕事の8割は人に任せなさい!』（青春出版社、ISBN 978-4-413-03677-1）
- 『忙しい人の即効!勉強術』（PHP研究所、ISBN 978-4-569-67037-9）
- 『運と縁を引き寄せるたった6つの習慣』（シーアンドアール研究所、ISBN 978-4-903111-98-8）
- 『稼ぐ社長潰す社長』（学習研究社、ISBN 978-4-05-403959-9）
- 『今日からできる上手な話し方』（中経出版、ISBN 978-4-8061-3217-2）
- 『1週間は金曜日から始めなさい』（かんき出版、ISBN 978-4-7612-6571-7）

2009年
- 『仕事ができて夢もかなう勉強の法則』（PHP研究所、ISBN 978-4-569-70592-7）
- 『大きなゴミ箱を買いなさい』（ダイヤモンド社、ISBN 978-4-478-00832-4）
- 『セレブのスマート節約術』（祥伝社、ISBN 978-4-396-31482-8）
- 『いい仕事をする人の3つの断り方！』（青春出版社、ISBN 978-4-413-03722-8）
- 『ポジティブ思考なんて捨ててしまいなさい!』（学習研究社、ISBN 978-4-05-404213-1）

2010年
- 『あなたを幸せにする「男」の育て方』（PHP研究所、ISBN 978-4-569-67375-2）
- 『デキる女は仕上げが上手い』（あさ出版、ISBN 978-4-86063-386-8）
- 『人をトリコにするひと言添える作法』（アスペクト、ISBN 978-4-7572-1771-3）
- 『8割捨てたら仕事は9割うまくいく』（朝日新聞出版、ISBN 978-4-02-330831-2）
- 『仕事の文章は3行でまとめなさい』（青春出版社、ISBN 978-4-413-03769-3）

2011年
- 『40代を素敵にしなやかに生きるシンプルセオリー』（アスペクト、ISBN 978-4-7572-1919-9）
- 『どんなときもくじけない27の言葉』（アスコム、ISBN 978-4-7762-0665-1）
- 『仕事の8割は人に任せなさい!』（青春出版社、ISBN 978-4-413-01925-5）
- 『仕事をガラリと変える55のパワーワード』（青春出版社、ISBN 978-4-413-03817-1）
- 『朝はかならずやってくる』（牧野出版、ISBN 978-4-89500-150-2）

2012年
- 『幸せになる女性のたしなみ』（学研パブリッシング、ISBN 978-4-05-405262-8）
- 『満たされて幸せいっぱい「ひとり時間」の過ごし方』（アスペクト、ISBN 978-4-7572-2078-2）
- 『金なし!コネなし!経験なし!だから会社は強くなる』（青春出版社、ISBN 978-4-413-03846-1）

2013年
- 『運も出会いも引き寄せてお金に愛される59の習慣』（アスペクト、ISBN 978-4-7572-2205-2）
- 『運と縁を引き寄せるたった6つの習慣』（シーアンドアール研究所、ISBN 978-4-86354-711-7）
- 『思いを伝える「たった1%」のひと工夫』（PHP研究所、ISBN 978-4-569-81247-2）
- 『50代私らしく輝くための流儀』（アスペクト、ISBN 978-4-7572-2206-9）
- 『「燃えメシ・腹巻き」健康法』（学研パブリッシング、ISBN 978-4-05-800171-4）
- 『「すなお」の法則』（あさ出版、ISBN 978-4-86063-656-2）

2014年
- 『ケタ違いに稼ぐ人はなぜ、「すぐやらない」のか？』（青春出版社、ISBN 978-4-413-03917-8）
- 『豊かさを手に入れた､15人に学ぶ人生の富の法則』（共著、ミラクルマインド出版、ISBN 978-4-86113-610-8）
- 『お金に愛されて幸せな女性になる7つのリッチルール』（学研パブリッシング、ISBN 978-4-05-406065-4）
- 『できる人はなぜ､本屋で待ち合わせするのか？この「ひと工夫」が一流の人生を作る』（翔泳社、ISBN 978-4-7981-3824-4）

2015年
- 『なぜ年収3000万円の男はセンスにこだわるのか？』（かんき出版、ISBN 978-4-7612-7062-9）
- 『心が通じるひと言添える作法』（あさ出版、ISBN 978-4-86063-794-1）
- 『お金持ちになる男、貧乏で終わる男』（PHP研究所、ISBN 978-4-569-76474-0）

2016年
- 『お金持ちはなぜ､靴をピカピカに磨くのか？』（朝日新聞出版、ISBN 978-4-02-331538-9）
- 『今日からできる最高の話し方』（PHP研究、ISBN 978-4-569-76627-0）
- 『愛す人が死ぬ前にやっておくべきこと』（日本実業出版社、ISBN 978-4-534-05350-3）
- 『話は1分でみるみるうまくなる！』（青春出版社、ISBN 978-4-413-09639-3）

2017年
- 『お金持ちになる勉強法』（青春出版社、ISBN 978-4-413-09667-6）

2018年
- 『たった3行!心を添える一筆せん。』（現代書林、ISBN 978-4-7745-1694-3）
- 『人を「その一瞬」で見抜く方法』（さくら舎、ISBN 978-4-86581-149-0）
- 『やりたいことを全部やる!時間術』（日本経済新聞出版社、ISBN 978-4-532-19875-6）
- 『他人（ひと）の頭を借りる超仕事術』（青春出版社、ISBN 978-4-413-09711-6）

2019年
- 『できる人はなぜ、本屋さんで待ち合わせをするのか？』（三笠書房、ISBN 978-4-8379-8584-6）
- 『やりたいことを全部やる!メモ術』（日本経済新聞出版社、ISBN 978-4-532-19958-6）

2020年
- 『脇役思考のほうがうまくいく』（小学館、ISBN 978-4-09-310639-9）
- 『元気の作法』（方丈社、ISBN 978-4-908925-65-8）
- 『図解やりたいことができる!時間割』（宝島社、ISBN 978-4-299-00807-7）
- 『やりたいことを全部やる!言葉術』（日経BP、ISBN 978-4-532-19988-3）
- 『「短く早い」が一番伝わる』（青春出版社、ISBN 978-4-413-21175-8）

2021年
- 『「自分にしかできないこと」以外、捨てなさい』（青春出版社、ISBN 978-4-413-23228-9）

2022年
- 『明日、いいことが起きる眠る前の自分への質問』（あさ出版、ISBN 978-4-86667-334-9）

）